# Liste des voyages présidentiels à l'étranger d'Emmanuel Macron
 (août 2025).
Voici une liste des voyages présidentiels à l'étranger effectués par Emmanuel Macron, le 25e et actuel président français. En août 2025, Emmanuel Macron a effectué 297 voyages présidentiels dans 95 pays depuis son investiture le 14 mai 2017. Les voyages nationaux ne sont pas inclus.

## Statistiques
Le nombre de visites par pays où le président Macron a voyagé est le suivant :
- 1 visite à Andorre, en Angola, en Arménie, en Australie, au Bangladesh, au Bénin, au Burkina Faso, au Cameroun, au Chili, en Croatie, en République démocratique du Congo, au Danemark, en Estonie, en Finlande, au Gabon, au Ghana, en Guinée-Bissau, au Groenland, en Islande, en Irlande, au Kazakhstan, au Kenya, en Lettonie, à Madagascar, en Mongolie, au Nigéria, en Norvège, en Papouasie-Nouvelle-Guinée, en République du Congo, au Rwanda, au Sénégal, à Singapour, en Slovénie, en Afrique du Sud, au Sri Lanka, en Thaïlande, en Turquie, en Ouzbékistan, au Vanuatu et au Vietnam.
- 2 visites en Algérie, en Argentine, en Autriche, au Brésil, en Bulgarie, en Côte d'Ivoire, à Chypre, à Djibouti, en Éthiopie, en Grèce, en Hongrie, en Indonésie, en Irak, en Israël, en Lituanie, au Luxembourg, au Mali, à Malte, en Mauritanie, en Moldavie, au Niger, en Palestine, en Serbie, en Slovaquie, en Suède et au Tchad.
- 3 visites en Albanie, en Arabie saoudite, au Canada, en Chine, en Inde, au Japon, en Jordanie, au Liban, au Maroc, à Monaco, en Pologne, en République tchèque, en Roumanie, en Tunisie et en en Ukraine.
- 4 visites en Égypte, au Portugal, en Russie, aux Émirats arabes unis et au Vatican.
- 5 visites aux Pays-Bas et au Qatar.
- 6 visites en Espagne et en Suisse.

Carte des voyages internationaux effectués par Emmanuel Macron en tant que président: (juin 2025)
1 visite
2 visites
3 visites
4 visites
5 visites
6 visites ou plus

- 10 visites aux États-Unis.
- 11 visites en Italie.
- 12 visites au Royaume-Uni
- 32 visites en Allemagne.
- 54 visites en Belgique.

## Liste des voyages

### 2017

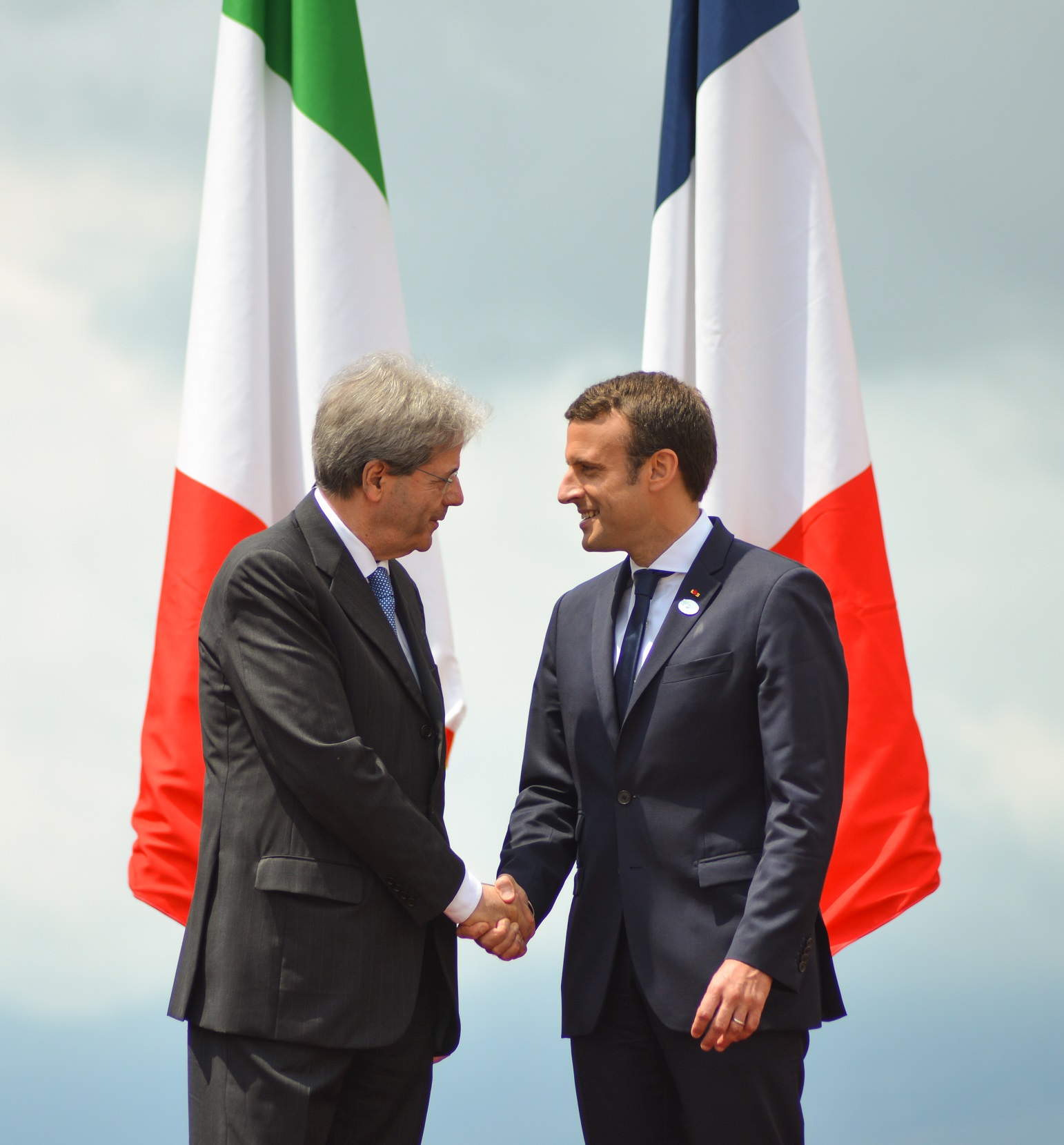
Le président Emmanuel Macron rencontre le Premier ministre italien Paolo Gentiloni au 43e sommet du G7 à Taormina, le 26 mai 2017

| Pays                | Zones visitées                   | Date(s)         | Détails |
| ------------------- | -------------------------------- | --------------- | --- |
| Allemagne           | Berlin                           | 15 mai          | La visite d'État de Emmanuel Macron en Allemagne a été son premier voyage international en tant que président. Il a choisi l'Allemagne comme premier voyage étranger de sa présidence pour appuyer sa vision pro-européenne, ainsi que pour suivre la tradition des présidents français qui effectuent leur premier voyage international en Allemagne. Au cours de sa première journée, Macron a rencontré la chancelière allemande Angela Merkel. Les deux dirigeants ont convenu de construire un plan de réforme de l’Union européenne alors que le populisme de droite et l’euroscepticisme augmentent. |
| Mali                | Gao                              | 19 mai          | Emmanuel Macron a rencontré les troupes françaises engagées dans l'opération Barkhane. C’était son premier voyage en dehors de l’Europe en tant que président. |
| Belgique            | Bruxelles                        | 25–26 mai       | Emmanuel Macron a assisté au sommet de l'OTAN, sa première réunion au sommet en tant que président. Il a tenu des réunions bilatérales séparées avec d'autres chefs de gouvernement, y compris le président de américain, Donald Trump. |
| Italie              | Taormina                         | 26–27 mai       | Emmanuel Macron a assisté au sommet du G7 à Taormina. Il a tenu des réunions bilatérales séparées avec d'autres chefs de gouvernement, dont le Premier ministre britannique Theresa May, le Premier ministre canadien Justin Trudeau et le Premier ministre japonais Shinzō Abe. |
| Maroc               | Rabat                            | 14–15 juin      | Emmanuel Macron a rencontré le roi du Maroc Mohammed VI lors d'un voyage privé et amical. |
| Belgique            | Bruxelles                        | 22–23 juin      | Emmanuel Macron a assisté à son premier Conseil européen. Il a tenu des réunions bilatérales séparées avec Angela Merkel et les représentants du Groupe Visegrád. |
| Allemagne           | Berlin                           | 29 juin         | Emmanuel Macron a rencontré d'autres chefs d'État et de gouvernement européens dans le cadre des préparatifs du sommet du G20. |
| Mali                | Bamako                           | 2 juillet       | Emmanuel Macron a assisté à un sommet de sécurité du G5 Sahel pour encourager le soutien à la création d'une force régionale de lutte contre le terrorisme. |
| Allemagne           | Hambourg                         | 7–8 juillet     | Emmanuel Macron a assisté au sommet du G20 à Hambourg. Il a tenu des réunions bilatérales séparées avec d'autres chefs de gouvernement, dont le Premier Ministre canadien Justin Trudeau, le Président russe Vladimir Poutine, et la Chancelière allemande Angela Merkel. |
| Suisse              | Lausanne                         | 10-11 juillet   | Emmanuel Macron s'est rendu à Lausanne pour visiter le Comité international olympique pour la présentation de la candidature de Paris pour les Jeux olympiques d'été de 2024. Au cours de ce voyage, Macron était accompagné par sa femme Brigitte, le maire de Paris Anne Hidalgo et les présidents de la candidature de Paris 2024, Bernard Lapasset et Tony Estanguet. |
| Italie              | Trieste                          | 12-13 juillet   | Emmanuel Macron a participé au Sommet des Balkans occidentaux de 2017. Un jour plus tôt, il a rencontré la chancelière allemande Angela Merkel et le premier ministre italien Paolo Gentiloni. |
| Autriche            | Salzbourg                        | 23 août         | Emmanuel Macron a rencontré le chancelier autrichien Christian Kern. |
| Roumanie            | Bucarest                         | 24 août         | Emmanuel Macron a rencontré le président roumain Klaus Iohannis. |
| Bulgarie            | Varna                            | 25 août         | Emmanuel Macron a rencontré le président bulgare Rumen Radev et le premier ministre Boyko Borisov au palais d'Euxinograd. |
| Luxembourg          | Ville de Luxembourg, Niederanven | 28 août         | Emmanuel Macron a rencontré le Grand Duc Henri et la Grande Duchesse Maria Teresa de Luxembourg. Il a également eu des entretiens politiques au château de Senningen avec le Premier ministre Xavier Bettel et le Premier ministre belge Charles Michel. |
| Grèce               | Athènes                          | 6-7 septembre   | Emmanuel Macron a effectué une visite d'État en Grèce où il a appelé à la reconstruction de l'Union européenne. |
| États-Unis          | Ville de New York                | 18-20 septembre | Emmanuel Macron a participé à la soixante-douzième session de l'Assemblée générale des Nations Unies et s'est entretenu avec plusieurs chefs d'État. |
| Estonie             | Tallinn, Tapa Army Base          | 28-29 septembre | Emmanuel Macron a assisté au Sommet numérique de l'UE et a tenu une réunion bilatérale avec la chancelière allemande Angela Merkel. Il a ensuite visité les troupes avec le Premier Ministre britannique Theresa May et le Premier Ministre estonien Jüri Ratas à la base de l'armée de Tapa. |
| Allemagne           | Francfort                        | 10 octobre      | Emmanuel Macron et la chancelière allemande Angela Merkel ont assisté à l’inauguration de la Foire du Livre de Francfort. |
| Belgique            | Bruxelles                        | 19-20 octobre   | Emmanuel Macron a assisté au Conseil européen. |
| Émirats arabes unis | Abu Dhabi, Dubaï                 | 8-9 novembre    | Emmanuel Macron a inauguré le Louvre Abu Dhabi. |
| Arabie saoudite     | Riyad                            | 9 novembre      | Emmanuel Macron a fait un voyage d'urgence en Arabie Saoudite sur les craintes d'une guerre au Liban. |
| Allemagne           | Bonn                             | 15 novembre     | Emmanuel Macron a assisté à la cérémonie d’ouverture de la Conférence des Nations Unies sur le changement climatique 2017. |
| Suède               | Göteborg                         | 17 novembre     | Emmanuel Macron a assisté au Sommet social de l'UE pour un emploi juste et la croissance. |
| Burkina Faso        | Ouagadougou                      | 28-29 novembre  | Emmanuel Macron a rencontré le président de Burkinabe, a prononcé un discours sur l'Afrique, a échangé avec des étudiants et a visité une usine d'énergie solaire. |
| Côte d'Ivoire       | Abidjan                          | 29-30 novembre  | Emmanuel Macron a assisté au cinquième sommet de l’Union africaine – Union européenne. |
| Ghana               | Accra                            | 30 novembre     | Emmanuel Macron a rencontré le président ghanéen et a visité des start-ups locales. |
| Algérie             | Alger                            | 6 décembre      | Emmanuel Macron a effectué une visite de travail et d'amitié en Algérie. |
| Qatar               | Doha                             | 7 décembre      | Emmanuel Macron a effectué une visite officielle au Qatar. |
| Belgique            | Bruxelles                        | 14–15 décembre  | Emmanuel Macron a assisté au Conseil européen. |
| Niger               | Niamey                           | 22–23 décembre  | Emmanuel Macron a visité les troupes françaises de l'opération Barkhane. |

### 2018

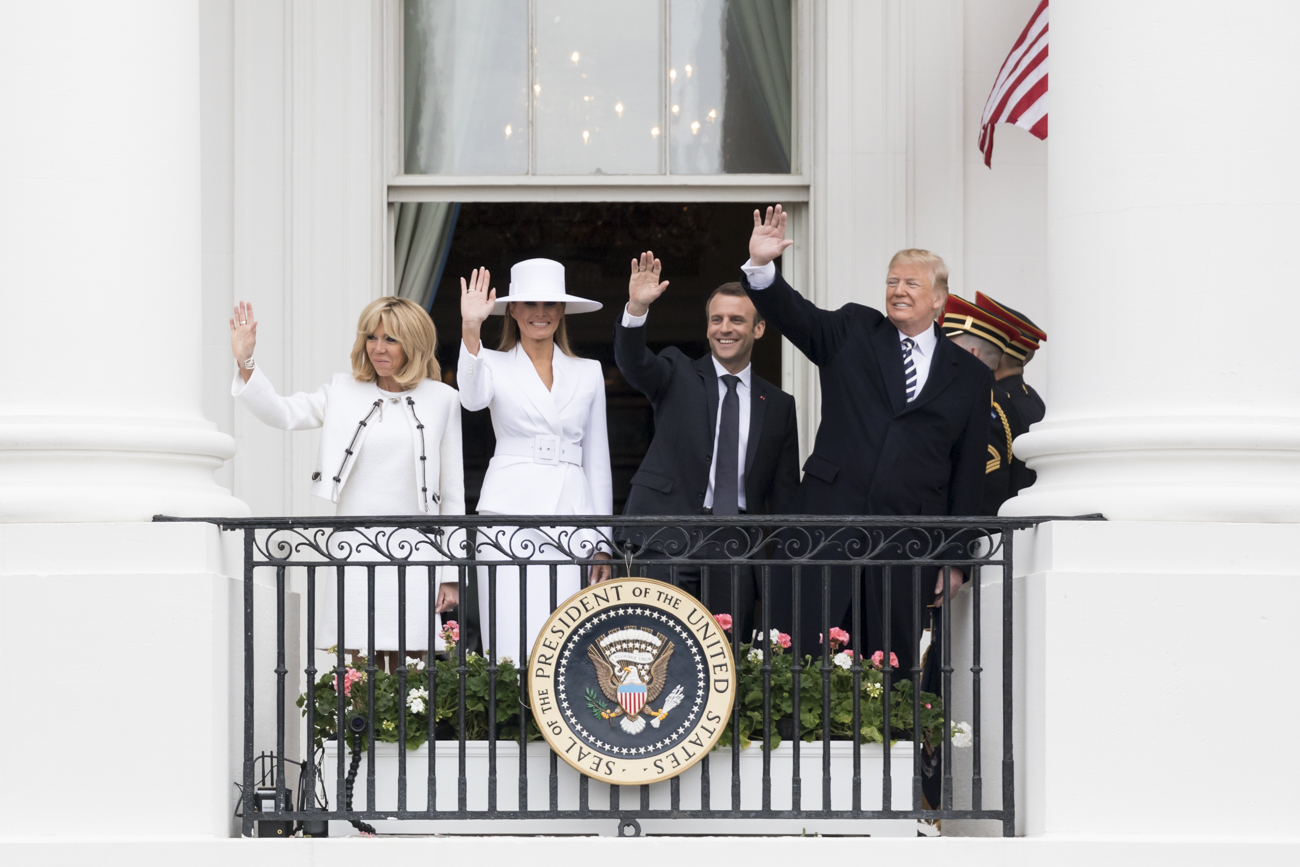
Le Président Emmanuel Macron et la Première Dame Brigitte Macron avec le Président des États-Unis Donald Trump et Première Dame Mélanie Trump à la Maison Blanche pendant sa visite d'État à Washington, DC, le 23 avril 2018

| Pays        | Zones visitées                               | Date(s)                  | Détails |
| ----------- | -------------------------------------------- | ------------------------ | --- |
| Chine       | Xi'an, Pékin                                 | 8–10 janvier             | Emmanuel Macron est d'abord arrivé à Xi'an, il a visité l'Armée de terre cuite, la Grande pagode de l'oie sauvage et la grande mosquée de Xi'an. Il a également prononcé un discours sur le multilatéralisme dans le parc national du patrimoine du palais Daming. Il s'est ensuite rendu à Pékin, a visité le musée du palais et a rencontré le président chinois Xi Jinping et le Premier ministre Li Keqiang. Il a offert à Xi l'un des chevaux du corps de cavalerie d'élite en en échange d'un panda loué dans le cadre de la "diplomatie panda" de la Chine. |
| Italie      | Rome                                         | 10 janvier               | Emmanuel Macron a rencontré des dirigeants de pays du sud de l’Union européenne pour discuter de l'immigration et des budgets au sommet Med de l’UE. |
| Royaume-Uni | Camberley, Londres                           | 18–19 janvier            | Visite officielle au Royaume-Uni dans le contexte du Brexit. Emmanuel Macron a rencontré le Premier Ministre Theresa May à l'Académie militaire de Sandhurst pour organiser un sommet entre le Royaume-Uni et la France afin de renforcer la relation spéciale Paris-Londres sur les questions de défense et de sécurité. Il a rencontré la Communauté française à Londres. Emmanuel Macron a également accordé une interview à la BBC où il a insisté sur l'importance de la relation entre le Royaume-Uni et l'Union Européenne après le Brexit.                 |
| Suisse      | Davos                                        | 24 janvier               | Emmanuel Macron a fait un discours à Davos lors du Forum économique mondial. |
| Tunisie     | Tunis                                        | 31 janvier –1 février    | Emmanuel Macron a rencontré le président Beji Caid Essebsi. |
| Sénégal     | Dakar, Saint-Louis                           | 2–3 février              | Emmanuel Macron a rencontré le président Macky Sall. |
| Belgique    | Bruxelles                                    | 23 février               | Emmanuel Macron a assisté à un extraordinaire Conseil européen sur le Brexit. |
| Inde        | New Delhi, Varanasi, Mirznik                 | 9–12 mars                | Emmanuel Macron a rencontré le Premier Ministre Narendra Modi et le Président Ram Nath Kovind. |
| Pays-Bas    | La Haye                                      | 21 mars                  | Emmanuel Macron a rencontré le Premier Ministre Mark Rutte et le Roi Willem-Alexander. |
| Belgique    | Bruxelles                                    | 22–23 mars               | Emmanuel Macron a assisté au Conseil européen. |
| Allemagne   | Berlin                                       | 19 avril                 | Emmanuel Macron a rencontré la chancelière allemande Angela Merkel. |
| Etats-Unis  | Washington, D.C., Mount Vernon               | 23–25 avril              | Emmanuel Macron a rencontré le président Donald Trump, le vice-président Mike Pence et les dirigeants du Congrès lors d’une visite officielle de l’État. |
| Australie   | Sydney                                       | 1–3 mai                  | Emmanuel Macron a rencontré le Premier ministre Malcolm Turnbull. |
| Allemagne   | Aachen                                       | 9–10 mai                 | Emmanuel Macron a reçu le prix Carloman. |
| Bulgarie    | Sofía                                        | 16–17 mai                | Emmanuel Macron a assisté au sommet UE-Balkans occidentaux. |
| Russie      | Saint-Pétersbourg                            | 24–25 mai                | Emmanuel Macron a rencontré le président Vladimir Poutine. Il a également assisté au Forum économique international de Saint-Pétersbourg. |
| Canada      | Ottawa, Montréal, La Malbaie                 | 6–9 juin                 | Emmanuel Macron a rencontré le Premier Ministre Justin Trudeau à Ottawa et le Premier Ministre du Québec Philippe Couillard à Montréal. Emmanuel Macron a également assisté au sommet du G7 à La Malbaie. Il a tenu des réunions bilatérales séparées avec d’autres chefs de gouvernement, dont le Premier ministre britannique Theresa May, la chancelière allemande Angela Merkel, le Premier ministre italien Giuseppe Conte et le président américain Donald Trump.                                                                                            |
| Allemagne   | Gransee                                      | 19 juin                  | Emmanuel Macron a rencontré la chancelière Angela Merkel. |
| Vatican     | Cité du Vatican                              | 26 juin                  | Emmanuel Macron a rencontré le Pape François. |
| Belgique    | Bruxelles                                    | 28–29 juin               | Emmanuel Macron a assisté au Conseil européen. |
| Mauritanie  | Nouakchott                                   | 2 juillet                | Emmanuel Macron a assisté au 31e sommet de l'Union africaine. |
| Nigeria     | Abuja, Lagos                                 | 3–4 juillet              | Emmanuel Macron a rencontré le Président Muhammadu Buhari. |
| Russie      | Saint-Pétersbourg                            | 10 juillet               | Emmanuel Macron a participé à la demi-finale entre la France et la Belgique de la Coupe du Monde de la FIFA 2018. |
| Belgique    | Bruxelles                                    | 11–12 juillet            | Emmanuel Macron a assisté au sommet de l'OTAN. |
| Russie      | Moscou                                       | 15 juillet               | Emmanuel Macron a participé à la finale de la Coupe du Monde de la FIFA 2018 entre la France et la Croatie avec la victoire finale (4-2) de l'équipe nationale de football de France,. |
| Espagne     | Madrid                                       | 26 juillet               | Emmanuel Macron a rencontré le Premier ministre Pedro Sánchez et le Roi Philippe VI. |
| Portugal    | Lisboa                                       | 27 juillet               | Emmanuel Macron a rencontré le Premier ministre Antonio Costa, a assisté à un sommet sur l'énergie et a tenu une consultation sur l'avenir de l'Union européenne avec Antonio Costa. |
| Danemark    | Copenhague                                   | 28–29 août               | Emmanuel Macron a effectué une visite d'État au Danemark. Il a rencontré le Premier Ministre Lars Løkke Rasmussen et Margrethe II. |
| Finlande    | Helsinki                                     | 30 août                  | Emmanuel Macron a effectué une visite officielle et a rencontré le président Sauli Niinistö et le Premier ministre Juha Sipilä. |
| Luxembourg  | Bourglinster, Luxembourg City                | 6 septembre              | Emmanuel Macron a rencontré le Premier ministre Xavier Bettel, le Premier ministre belge Charles Michel et le Premier ministre néerlandais Mark Rutte. |
| Autriche    | Salzbourg                                    | 19–20 septembre          | Emmanuel Macron a assisté à un sommet informel avec les autres chefs d’État ou de gouvernement de l’Union européenne, notamment le Brexit et la crise migratoire européenne. |
| Etats-Unis  | Ville de New York                            | 24–26 septembre          | Emmanuel Macron a participé à la 73e session de l'Assemblée générale des Nations Unies et s'est entretenu avec plusieurs chefs d'État. |
| Arménie     | Erevan                                       | 10–12 octobre            | Emmanuel Macron s'est rendu à Erevan pour assister au Sommet de l'Organisation internationale de la Francophonie. |
| Belgique    | Bruxelles                                    | 17–19 octobre            | Emmanuel Macron s’est rendu à Bruxelles pour assister à un Conseil européen et à la 12e Réunion Asie-Europe (ASEM). |
| Slovaquie   | Bratislava                                   | 26 octobre               | Emmanuel Macron a rencontré le président Andrej Kiska et le premier ministre Peter Pellegrini. |
| Tchéquie    | Prague                                       | 26–27 octobre            | Emmanuel Macron a rencontré le président Milos Zeman et le premier ministre Andrej Babis. |
| Turquie     | Istanbul                                     | 27 octobre               | Emmanuel Macron a assisté à un sommet organisé par le président Recep Tayyip Erdoğan sur le conflit en Syrie avec la chancelière allemande Angela Merkel et le président russe Vladimir Poutine. |
| Maroc       | Tanger, Rabat                                | 15 novembre              | Emmanuel Macron s’est rendu au Maroc pour inaugurer avec le roi Mohammed VI la première ligne ferroviaire à grande vitesse en Afrique. |
| Allemagne   | Berlin                                       | 18 novembre              | Emmanuel Macron s'est rendu à Berlin pour commémorer le Volkstrauertag avec la chancelière Angela Merkel et le président Frank-Walter Steinmeier à la Neue Wache. Il a également fait un discours au Bundestag sur l'Union européenne. |
| Belgique    | Bruxelles, Gand, Molenbeek, Louvain-la-Neuve | 19–20 novembre           | Emmanuel Macron a effectué une visite d'État en Belgique. Il a rencontré le roi Philippe de Belgique et le Premier ministre Charles Michel. |
| Belgique    | Bruxelles                                    | 25 novembre              | Emmanuel Macron a assisté à un sommet extraordinaire sur le Brexit avec d'autres dirigeants de l'Union européenne. |
| Argentine   | Buenos Aires                                 | 28 novembre – 1 décembre | Emmanuel Macron a rencontré le président Mauricio Macri à Buenos Aires. Macron a également assisté au sommet du G20. Il a tenu des réunions bilatérales séparées avec d'autres chefs de gouvernement, dont le Premier Ministre australien Scott Morrison, le Premier Ministre canadien Justin Trudeau, le Président chinois Xi Jinping, le Premier Ministre japonais Shinzō Abe, le Président sud-africain Cyril Ramaphosa et le Président russe Vladimir Poutine.                                                                                                 |
| Belgique    | Bruxelles                                    | 13–14 décembre           | Emmanuel Macron s'est rendu à Bruxelles pour assister à un Conseil européen. |
| Chad        | N’Djamena                                    | 22–23 décembre           | Emmanuel Macron a rendu visite aux troupes françaises de l'opération Barkhane et a rencontré le président Idriss Déby. |

### 2019

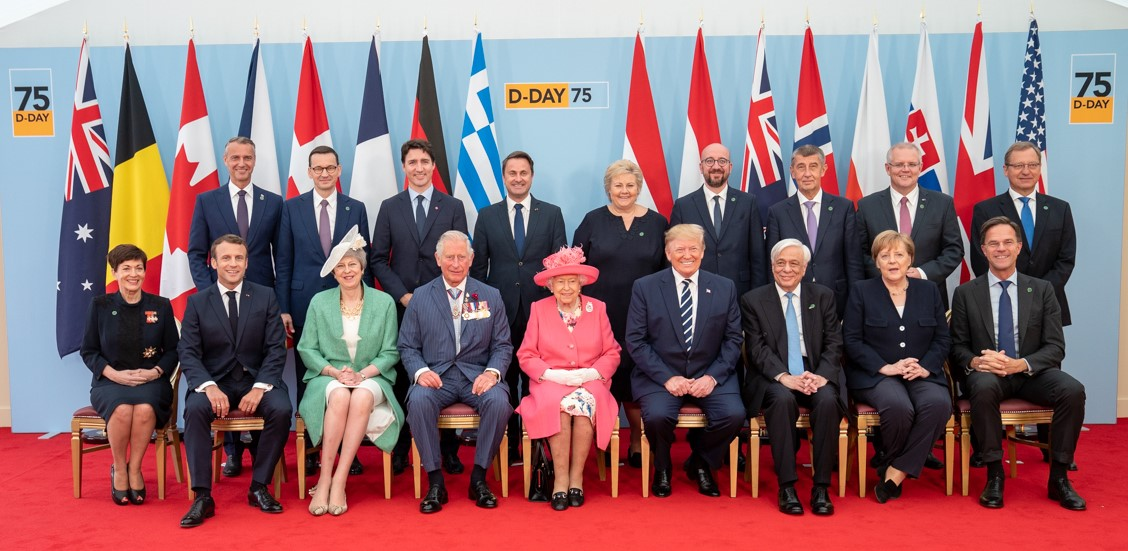
Emmanuel Macron lors de la cérémonie des 75 ans du débarquement de Normandie, en compagnie de la Reine Élisabeth II, Donald Trump et d'autres chefs d'État.

| Pays          | Zones visitées              | Date(s)              | Détails |
| ------------- | --------------------------- | -------------------- | --- |
| Allemagne     | Aix-la-Chapelle             | 22 janvier           | Emmanuel Macron a rencontré Angela Merkel pour signer le traité d'Aix-la-Chapelle. |
| Égypte        | Le Caire, Abou Simbel       | 27 au 29 janvier     | Emmanuel Macron réalise une visite officielle et rencontre le Président Abdel Fattah el-Sisi. |
| Chypre        | Nicosie                     | 29 janvier           | Emmanuel Macron participe à un sommet d'EuroMed. |
| Djibouti      | Djibouti                    | 12 mars              | Emmanuel Macron a rencontré le Président Ismaïl Omar Guelleh et visite les bases françaises à Djibouti. |
| Éthiopie      | Lalibela, Addis Abeba       | 12 au 13 mars        | Emmanuel Macron réalise une visite d'État avec la Présidente Sahle-Work Zewde et le Premier ministre Abiy Ahmed. |
| Kenya         | Nairobi                     | 13 au 14 mars        | Emmanuel Macron réalise une visite d'État. C'est le premier Président français à rencontrer le Président Uhuru Kenyatta. Il a également participé à la 3e édition du One Planet Summit. |
| Belgique      | Bruxelles                   | 21 au 22 mars        | Emmanuel Macron participe au Conseil Européen. |
| Belgique      | Bruxelles                   | 10 avril             | Emmanuel Macron participe à une réunion extraordinaire du Conseil Européen sur le Brexit. |
| Allemagne     | Berlin                      | 29 avril             | Emmanuel Macron participe à un sommet des pays des Balkans occidentaux avec Angela Merkel. |
| Roumanie      | Sibiu                       | 9 mai                | Emmanuel Macron participe à une réunion informelle des chefs d'État européens sur le futur de l'Union européenne. |
| Belgique      | Bruxelles                   | 28 mai               | Emmanuel Macron participe à un sommet européen informel avec les chefs d'État européens après les élections européennes de 2019. |
| Royaume-Uni   | Portsmouth                  | 5 juin               | Emmanuel Macron participe aux 75 ans du débarquement de Normandie. |
| Suisse        | Genève                      | 11 juin              | Emmanuel Macron participe au centenaire de l'OIT. |
| Malte         | La Valette                  | 14 juin              | Emmanuel Macron participe à un sommet d'EuroMed. |
| Belgique      | Bruxelles                   | 20 au 21 juin        | Emmanuel Macron participe au Conseil Européen. |
| Japon         | Tokyo, Kyoto, Osaka         | 26 au 29 juin        | Emmanuel Macron a effectué une visite officielle, rencontré le Premier ministre Shinzō Abe, l'empereur Naruhito et la communauté française à Tokyo. Il a également assisté au sommet du G20 à Osaka. Il a tenu des réunions bilatérales distinctes avec d'autres chefs de gouvernement, dont le président russe Vladimir Poutine, le président sud-coréen Moon Jae-in, le président turc Recep Tayyip Erdoğan, le président brésilien Jair Bolsonaro et le président chinois Xi Jinping. |
| Belgique      | Bruxelles                   | 30 juin au 2 juillet | Emmanuel Macron participe à un sommet européen extraordinaire. |
| Serbie        | Belgrade                    | 15 au 16 juillet     | Emmanuel Macron réalise une visite officielle et rencontre le Président Aleksandar Vučić. |
| Tunisie       | Tunis                       | 27 juillet           | Emmanuel Macron participe aux funérailles du Président Beji Caïd Essebsi. |
| Andorre       | Andorre-la-Vieille, Canillo | 13 septembre         | Emmanuel Macron, en tant que Coprince d'Andorre, rencontre l'autre Coprince Joan Enric Vives i Sicília, la Syndic générale Roser Suñé et le Premier ministre Xavier Espot. |
| Italie        | Rome                        | 18 septembre         | Emmanuel Macron rencontre le Président Sergio Mattarella et le Premier ministre Giuseppe Conte. |
| États-Unis    | New York                    | 22 au 24 septembre   | Emmanuel Macron participe à la 74e session de l'Assemblée générale des Nations Unies et rencontre de nombreux chefs d'État. |
| Belgique      | Bruxelles                   | 17 au 18 octobre     | Emmanuel Macron participe au Conseil Européen. |
| Allemagne     | Francfort                   | 28 octobre           | Emmanuel Macron participe au départ de l'ancien Président de la Banque centrale européenne, Mario Draghi. |
| Chine         | Shanghai, Pékin             | 4 au 6 novembre      | Emmanuel Macron a rencontré le président Xi Jinping, a participé à l'Exposition internationale d'importation de Chine et a inauguré le musée du Centre Pompidou West Bund. Lors de sa visite, Macron et Xi ont signé des accords commerciaux d'une valeur de 45 milliards de dollars,. |
| Allemagne     | Berlin                      | 10 novembre          | Emmanuel Macron rencontre le Président Frank-Walter Steinmeier et la Chancelière Angela Merkel. |
| Royaume-Uni   | Londres, Watford            | 3 au 4 décembre      | Emmanuel Macron a assisté au 30e sommet de l'OTAN. Il a tenu des réunions bilatérales séparées avec d'autres chefs de gouvernement, dont le président américain Donald Trump, le Premier ministre britannique Boris Johnson, la chancelière allemande Angela Merkel, le président turc Recep Tayyip Erdoğan, la Première ministre belge Sophie Wilmès et le président polonais Andrzej Duda.                                                                                             |
| Belgique      | Bruxelles                   | 12 au 13 décembre    | Emmanuel Macron participe au Conseil Européen. |
| Côte d'Ivoire | Port-Bouët, Abidjan, Bouaké | 20 au 22 décembre    | Emmanuel Macron rencontre les troupes françaises stationnées dans les pays et rencontre le Président ivoirien Alassane Ouattara. Il rend également hommages aux soldats morts à Bouaké en 2004. |
| Niger         | Niamey                      | 22 décembre          | Emmanuel Macron rencontre le Président Mahamadou Issoufou et rend hommage aux 71 soldats nigériens tués la semaine précédente. |